# James Douglas Ogilby
James Douglas Ogilby (Belfast, 1853 - Brisbane, 1925) fue un ictiólogo y herpetólogo australiano de origen irlandés.

## Biografía científica
Trabajó para el Museo Británico y pasó algún tiempo en los Estados Unidos; en 1883 contribuyó con un excelente catálogo de las aves de Texas.
En 1884 fue nombrado asistente científico al Museo Australiano (Sídney, donde se casó para quedarse a vivir y trabajar en el museo desde 1885, catalogando peces en diversos trabajos. En 1887 fue elegido miembro de la Sociedad Linneana de Londres; despedido del museo en 1890 continuó trabajando en la zoología de Australia por su cuenta; en 1903 se traslada a Brisbane, empleado como ictiólogo por el Museo de Queensland, donde los especímenes fueron conservados en formalina y no el alcohol. Ogilby murió sin descendencia en agosto de 1925.
Ogilby era sobre todo un taxonomista, su trabajo tuvo gran importancia comercial.

## Abreviatura (zoología)
La abreviatura Ogilby  se emplea para indicar a James Douglas Ogilby como autoridad en la descripción y taxonomía en zoología.